# Bakir Dawlatow
Bakir Rachimowicz Dawlatow (ros. Бакир Рахимович Давлятов, ur. 10 maja?/23 maja 1915 we wsi Staroamirowo w rejonie błagowarskim w Baszkirii, zm. 31 marca 1982 w Tursunzodzie) – radziecki wojskowy, starszy sierżant, Bohater Związku Radzieckiego (1944).

## Życiorys
Urodził się w tatarskiej rodzinie chłopskiej. Miał wykształcenie niepełne średnie, od 1936 mieszkał w miejscowości Regar (obecnie Tursunzoda) i pracował w miejscowym kołchozie, w latach 1937-1940 służył w pułku kawalerii Armii Czerwonej. Po zwolnieniu do rezerwy został zastępcą przewodniczącego kołchozu w Tadżykistanie, w listopadzie 1941 został ponownie powołany do Armii Czerwonej. Od października 1942 uczestniczył w wojnie z Niemcami, służył w szwadronie 40 gwardyjskiego pułku kawalerii 16 Gwardyjskiej Dywizji Kawalerii 7 Gwardyjskiego Korpusu Kawalerii 61 Armii Frontu Centralnego w stopniu starszego sierżanta. Wyróżnił się podczas bitwy o Dniepr. 28 września 1943 wraz ze szwadronem jako jeden z pierwszych sforsował Dniepr w rejonie brahińskim w obwodzie homelskim, następnego dnia w walce zadał przeciwnikowi duże straty. 8 stycznia 1944 został ciężko ranny w walce i stracił obie nogi, później długo leczył się w szpitalach. Później mieszkał i pracował w Tursunzodzie, gdzie jego imieniem nazwano jedną ze szkół.

## Odznaczenia
- Złota Gwiazda Bohatera Związku Radzieckiego (15 stycznia 1944)[1]
- Order Lenina
- Order Wojny Ojczyźnianej I klasy
- Order Czerwonej Gwiazdy i medale.